# Čuši
Čuši (en italien : Ciussi) est une localité de Croatie située en Istrie, dans la municipalité de Poreč, dans le comitat d'Istrie. En 2001, la localité comptait 21 habitants.

## Population
Selon le dernier recensement de la population de 2001, 21 habitants vivaient dans le village de Čuši, répartis en 7 familles et 1 ménage uni.

## Démographie
| 1948 | 1953 | 1961 | 1971 | 1981 | 1991 | 2001 |
| ---- | ---- | ---- | ---- | ---- | ---- | ---- |
| 37   | 39   | 31   | 29   | 26   | 19   | 21   |